# Microecia sinuosa
Microecia sinuosa är en mossdjursart som beskrevs av Ferdinand Canu och Ray Smith Bassler 1929. Microecia sinuosa ingår i släktet Microecia och familjen Diastoporidae. Inga underarter finns listade i Catalogue of Life.